# Robert Bárány
Robert Bárány (Viena, 22 de abril de 1876 — Uppsala, 8 de abril de 1936) foi um cirurgião austríaco.
Foi agraciado com o Nobel de Fisiologia ou Medicina de 1914, pelo seu trabalho de investigação da fisiologia e patologia do aparelho vestibular do ouvido.

## Vida e carreira
Bárány nasceu em Viena, Áustria-Hungria. Era o mais velho de seis filhos de Maria (nascida Hock), filha de um cientista, e de Ignác Bárány, nascida em 1842 em Várpalota, que era bancário e gestor imobiliário. Seu pai era um judeu húngaro.
Ele frequentou a escola de medicina na Universidade de Viena, graduando-se em 1900. Como médico em Viena, Bárány estava injetando fluido no canal auditivo externo de um paciente para aliviar as tonturas. O paciente apresentou vertigem e nistagmo (movimento involuntário dos olhos) quando Bárány injetou líquido muito frio. Em resposta, Bárány aqueceu o fluido para o paciente e o paciente apresentou nistagmo na direção oposta. Bárány teorizado que a endolinfa foi afundar quando era fresca e subindo quando estava quente, e, portanto, o sentido do fluxo da endolinfa foi fornecendo o próprio ceptivosinal para o órgão vestibular. Ele deu sequência a essa observação com uma série de experimentos sobre o que chamou de reação calórica. A pesquisa resultante de suas observações possibilitou o tratamento cirúrgico das doenças dos órgãos vestibulares. Bárány também investigou outros aspectos do controle do equilíbrio, incluindo a função do cerebelo. Diz-se que a vertigem posicional paroxística benigna foi descrita pela primeira vez em textos médicos de Bárány.
Ele serviu no Exército Austro-Húngaro durante a Primeira Guerra Mundial como cirurgião civil e foi capturado pelo Exército Imperial Russo. Quando seu Prêmio Nobel foi concedido em 1914, Bárány estava em um campo de prisioneiros de guerra russo. Em resposta ao recebimento do prêmio, Sigmund Freud escreveu em 1915: "A concessão do Prêmio Nobel a Bárány, que me recusei a aceitar como aluno há alguns anos porque parecia ser muito anormal, despertou pensamentos tristes sobre o quão desamparado o objetivo de um indivíduo é ganhar o respeito da multidão". Bárány foi libertado do acampamento guerra em 1916 após negociações diplomáticas com a Rússia conduzidas pelo príncipe Carl da Suécia e a Cruz Vermelha. Ele então pôde comparecer à cerimônia de entrega do Prêmio Nobel em 1916, onde recebeu seu prêmio. Praticamente assim que recebeu o Prêmio Nobel, em janeiro de 1917, ele, com a qualificação automática para fazer tais propostas que vem sendo um Vencedor do Prêmio, propôs ao Comitê Nobel de Fisiologia ou Medicina que Sigmund Freud recebesse o Prêmio. De 1917 até sua morte, ele foi professor da Faculdade de Medicina da Universidade de Uppsala.
Bárány morreu pouco antes de seu sexagésimo aniversário em Uppsala. Ele era o pai do médico e membro da Real Academia Sueca de Ciências Ernst Bárány (1910–1991) e avô do físico Anders Bárány, ex-secretário do Comitê Nobel de Física.

## Obras
- Physiologie und Pathologie des Bogengangapparates beim Menschen. 1907.
- Die Seekrankheit. 1911
- Primäre Exzision und primäre Naht akzidenteller Wunden. Deuticke, Wien 1919.
- Die Radikaloperation des Ohres ohne Gehörgangsplastik bei chronischer Mittelohreiterung, die Aufmeisselung und Nachbehandlung bei akuter Mastoiditis, nebst einer Darstellung der Entwicklung der Schädeloperationen bei akuter und chronischer Mittelohreiterung. Deuticke, Wien 1923.
- Die Localisierung der Nachbilder in der Netzhaut mit Hilfe der Purkinje'schen Aderfigur (Nachbild-Aderfigurmethode). Ein Mittel zur direkten Bestimmung des Fixierpunktes und der korrespondierenden Netzhautstellen nebst Bemerkungen zum Rindenmechanismus der Korrespondenz der Netzhäute. 1927.

Ao todo, Bárány publicou mais de 180 artigos científicos que tratam principalmente de estudos anatômicos e fisiológicos comparativos, bem como estudos clínico-experimentais da orelha, sistema nervoso e cerebelo.